# Sønder Hygum Sogn
Sønder Hygum Sogn er et sogn i Malt Provsti (Ribe Stift). 
Sønder Hygum Sogn hørte til Frøs Herred i Haderslev Amt. Sønder Hygum sognekommune blev ved kommunalreformen i 1970 indlemmet i Rødding Kommune, der ved strukturreformen i 2007 indgik i Vejen Kommune.
I Sønder Hygum Sogn ligger Hygum Kirke. Sognet hørte indtil 2007 til Tørninglen Provsti, men kirken har ikke det karakteristiske Tørninglen-spir, der er rejst over 4 trekantgavle.
I sognet findes følgende autoriserede stednavne:
- Barslund (bebyggelse)
- Brøstrup (bebyggelse)
- Brøstrup Skov (areal)
- Fæsted (bebyggelse, ejerlav)
- Fæsted Hede (bebyggelse)
- Fæsted Toft (bebyggelse)
- Harreby (bebyggelse)
- Havremark (bebyggelse)
- Holm (bebyggelse)
- Hygum (bebyggelse, ejerlav)
- Hygum Gammelmark (bebyggelse)
- Hygum Nymark (bebyggelse)
- Hygum Nørremark (bebyggelse)
- Hygumskov (bebyggelse)
- Kamp (bebyggelse)
- Kamtrup (bebyggelse)
- Knorborg (bebyggelse, ejerlav)
- Sønder Hygum (bebyggelse)
- Sønderholm (bebyggelse)

Historiske, nu udgåede og uautoriserede stednavne i Sønder Hygum Sogn:
- Abildskær
- Benborg
- Sønder Olling

En del af Kalvslund Sogn blev indlemmet 1. juli 1875, men blev fraskilt igen 1. april 1928:
- Bavngård (tysk: Baungaard)
- Hjortvad (tysk: Hjortwatt)
- Ravning (tysk: Rauning)

## Afstemningsresultat
Folkeafstemningen ved Genforeningen i 1920 gav i Sønder Hygum Sogn 1.027 stemmer for Danmark, 45 for Tyskland. Af vælgerne var 386 tilrejst fra Danmark, 46 fra Tyskland.